# Бокоше (Оклахома)
Бокоше (англ. Bokoshe) — місто (англ. town) в США, в окрузі Лефлор штату Оклахома. Населення — 396 осіб (2020).

## Географія
Бокоше розташований за координатами 35°11′27″ пн. ш. 94°47′25″ зх. д. / 35.19083° пн. ш. 94.79028° зх. д. (35.190807, -94.790311).  За даними Бюро перепису населення США в 2010 році місто мало площу 1,41 км², уся площа — суходіл.

## Демографія
Згідно з переписом 2010 року, у місті мешкало 512 осіб у 182 домогосподарствах у складі 129 родин. Густота населення становила 362 особи/км².  Було 225 помешкань (159/км²).
Расовий склад населення:
| - 73,2 % — білих - 16,2 % — корінних американців |

До двох чи більше рас належало 10,4 %. Частка іспаномовних становила 3,5 % від усіх жителів.
За віковим діапазоном населення розподілялося таким чином: 30,3 % — особи молодші 18 років, 56,2 % — особи у віці 18—64 років, 13,5 % — особи у віці 65 років та старші. Медіана віку мешканця становила 34,4 року. На 100 осіб жіночої статі у місті припадало 97,7 чоловіків;  на 100 жінок у віці від 18 років та старших — 90,9 чоловіків також старших 18 років.
Середній дохід на одне домашнє господарство  становив 37 014 долари США (медіана — 27 841), а середній дохід на одну сім'ю — 43 276 доларів (медіана — 30 417). Медіана доходів становила 41 875 доларів для чоловіків та 27 969 доларів для жінок. За межею бідності перебувало 32,7 % осіб, у тому числі 44,7 % дітей у віці до 18 років та 14,5 % осіб у віці 65 років та старших.
Цивільне працевлаштоване населення становило 154 особи. Основні галузі зайнятості: освіта, охорона здоров'я та соціальна допомога — 23,4 %, виробництво — 15,6 %, будівництво — 13,0 %, сільське господарство, лісництво, риболовля — 11,0 %.